# Гроссу, Семён Кузьмич
Семён Кузьми́ч Гро́ссу (рум. Semion Grossu; род. 18 марта 1934, с. Сатул-Ноу, Бессарабия, ныне с. Новосёловка, Саратский район, Одесская область, Украина) — советский партийный деятель. Первый секретарь Центрального комитета Коммунистической партии Молдавской ССР (1980—1989), доктор экономических наук.

## Биография
Родился 18 марта 1934 года в селе Новосёловка Саратского района Одесской области, в семье колхозника. По национальности молдаванин.
После окончания 7 классов, в 1948 году, пошёл работать в совхоз «Большевик». Недолго проработав, в сентябре 1949 года поступил в сельскохозяйственный техникум в селе Кокорозены (ныне Кукурузены Оргеевского района, Молдова), который окончил с отличием в 1953 году.
В 1959 году окончил Кишинёвский сельскохозяйственный институт им. М. В. Фрунзе. С 1959 года — главный агроном колхоза «Заря» Олонештского района Молдавской ССР, с 1961 года — председатель колхоза им. Мичурина Каушанского района Молдавской ССР, член КПСС.
С 1965 года — начальник Суворовского районного управления сельского хозяйства МССР.
С 1967 года — первый секретарь Криулянского райкома Коммунистической партии Молдавии. Активно привлекал к работе выпускников Кишинёвского сельскохозяйственного института имени М. В. Фрунзе в качестве новых руководителей колхозов, специализированных производств, партийных организаций и т. п. Способствовал организации крупных животноводческих комплексов.
В 1968 году стал кандидатом экономических наук (тема диссертации «Организация внутрихозяйственного расчёта в колхозах (На примере колхозов Суворовского района МССР)»).
С июня 1970 года — секретарь по сельскому хозяйству и член бюро ЦК КП Молдавии. С 1 сентября 1976 года — председатель Совета министров и министр иностранных дел МССР.
С 22 декабря 1980 года — первый секретарь Центрального комитета КП Молдавии.
Член ЦК КПСС с 1981 по 1990. Благодаря взвешенной политике во взаимоотношениях с Москвой смог в условиях «сухого закона» отстоять и даже увеличить производство столового винограда в Молдавии.
7–10 ноября 1989 года антисоветски настроенные протестующие сорвали военный парад, организовали беспорядки в центре молдавской столицы, забросали булыжниками и бутылками с зажигательной смесью здание МВД республики. 9 ноября на заседании Политбюро ЦК КПМ С. К. Гроссу потребовал призвать виновных к ответственности, однако, не найдя поддержки в партийном руководстве, 16 ноября ушёл в отставку с поста 1-го секретаря ЦК КПМ. 23 декабря 1989 года был назначен на работу в отдел партийного строительства и кадровой работы ЦК КПСС. С 17 августа 1990 года атташе по агропромышленному комплексу посольства СССР в Мексике.
С сентября 1991 года занимался частным предпринимательством, являясь владельцем молдавско-российской компании «Product Impex» SRL, занимающейся продажей вин. Ему принадлежит винный завод в селе Леушены Хынчештского района. С 1995 года на пенсии.
С 30 ноября 2006 года доктор экономических наук.
Депутат Верховного Совета Молдавской ССР. Депутат Верховного Совета СССР: Совета Союза 7 и 9-10 созывов (1966—1970, 1977—1984), Совета Национальностей 11 созыва (1984—1989) от Молдавской ССР. Народный депутат СССР от Единецкого территориального избирательного округа № 699 ССР Молдова (1989—1991 гг.).

## Награды
- Два ордена Ленина (08.12.1973; 16.03.1984)
- Орден Октябрьской Революции (10.03.1978)
- Два ордена Трудового Красного Знамени (1966; 27.08.1971)
- Орден Дружбы народов
- медали

## Киновоплощения
- 2006 —  Заяц над бездной — Юрий Стоянов